# Ильяков, Никандр Филиппович
Ника́ндр Фили́ппович Ильяко́в (28 октября 1913, д. Куликалы, Козьмодемьянский уезд, Казанская губерния — 5 мая 1967, с. Еласы, Горномарийский район, Марийская АССР) — марийский советский писатель, драматург, поэт, переводчик, журналист, редактор, педагог, член Союза писателей СССР с 1940 года. Классик горномарийской художественной литературы. Участник Великой Отечественной войны. Член КПСС.

## Биография
Родился 28 октября 1913 года в д. Куликалы ныне Горномарийского района Марий Эл в крестьянской семье. В 1930 году окончил курсы низовой печати, 2 курса Козьмодемьянского педагогического техникума, работал корректором Горномарийского филиала Марийского книжного издательства. В 1937 году окончил Марийский учительский институт. До войны работал редактором в книжном издательстве.
С 1942 года в Красной армии. Участник Великой Отечественной войны: служил в 5 гвардейском мотоциклетном полку, заведующий артиллерийским складом, миномётчик на Калининском, 4-м Украинском, 1-м Белорусском фронтах, гвардии сержант. С боями прошёл Украину, Румынию, Польшу, дошёл до Германии.
После демобилизации вернулся на родину. Заведовал филиалом Марийского книжного издательства в Козьмодемьянске, был директором музея, работал в редакциях районной газеты, местного радио, в Еласовской школе Горномарийского района Марийской АССР. С 1953 года занимался только писательской деятельностью.
5 мая 1967 года ввиду травли по партийной линии из-за издания запрещённого автобиографического романа «Творчество» (1947) покончил жизнь самоубийством в с. Еласы Горномарийской района МАССР. Похоронен на родине.

## Литературное творчество
Первые публикации относятся к 1930 году. Писал стихи, рассказы, публиковал их в журнале «У сем». В 1940 году издал в Козьмодемьянске сборник стихотворений и песен «Стихвлӓ». В том же году был принят в Союз писателей СССР.
Будучи на фронте, написал множество стихотворений, поэм, цикл рассказов и очерков «Фронтовые записки». Изданная в 1946 году поэма «Опак Микита» впоследствии была доработана до первого в марийской литературе романа в стихах. Произведения Н. Ильякова, в т.ч. многие рассказы и повести, романы «Творчество» и «Эдемвлӓ да ивлӓ» («Годы и люди», в 3 томах, 1957–1969) были высоко оценены лишь после смерти писателя.
Занимался и драматургией: в 1935 году издал отдельной книгой пьесу «Кыныж» («Мусор»). Позже по мотивам своей повести «Марий чодыра» в соавторстве с Г. Матюковским написал драму «Чодыраште» («В лесу»), постановку которой в 1954 году осуществил Маргостеатр. Через 3 года его новую драму «Иосиф Макаров» поставил молодой режиссёр С. Иванов.
Произведения Н. Ильякова неоднократно издавались в переводе на русский язык. Повесть «В марийском лесу» в 1953 году была опубликована в журнале «Дружба народов». Рассказы и стихотворения переводились также на татарский, удмуртский, мордовский, чувашский и венгерский языки. Писатель сам тоже много занимался переводами: стихотворения А. Пушкина, М. Лермонтова, Н. Некрасова, В. Маяковского, Н. Заболоцкого, М. Джалиля, роман М. Горького «Мать», рассказы Б. Гарта.
Автобиографический роман «Творчество» (1947) после издания был запрещён и изъят. В 1962 году писатель был исключён из рядов Союза писателей СССР и КПСС.
В 1992—1994 годах вышли в свет 3 тома его избранных произведений.

## Основные произведения
Список основных произведений писателя на марийском языке и в переводе на другие языки:

### На марийском языке
- Кыныж: пьеса [Мусор]. — М., 1935. — 40 с.
- Стихвлӓ [Стихи]. — Козьмодемьянск, 1940. — 52 с.
- Салыман кела: стихвлӓ [Пламенные годы: стихи]. — Козьмодемьянск, 1946. — 108 с.
- Опак Микита: поэма. — Козьмодемьянск, 1946. — 76 с.
- Творчество: роман. 1-шӹ кнага. — Козьмодемьянск, 1947. — 132 с.
- Шочмо мландем: поэма ден почеламут-шамыч [Родная земля: поэма и стихи]. — Йошкар-Ола, 1951. — 88 с.
- Корнышто: ойлымаш-шамыч [В пути: рассказы]. — Йошкар-Ола, 1953. — 64 с.
- Вайсона: поэма // Ончыко. — 1955. — № 5. — С. 37—46.
- Иосиф Макаров: драма // Ончыко. — 1958. — № 1. — С. 34—65.
- Пӓлӹмемвлӓ: шайыштмашвлӓ дӓ повесть [Мои знакомые]. — Йошкар-Ола, 1959. — 144 с.
- Мары дон пирӹ: ямак [Мужик и волк: сказка]. — Йошкар-Ола, 1960. — 12 с.
- Эдемвлӓ дӓ ивлӓ: роман [Годы и люди]. — Йошкар-Ола. 1-шӹ кнага. 1957. — 382 с.; 2-шы кнага. 1961. — 300 с.; 3-шы кнага. 1969. — 132 с.
- Луатик кролик: тетялык шайыштмашвлӓ [Одиннадцать кроликов: рассказы для детей]. — Йошкар-Ола, 1962. — 40 с.
- Ивановын рассказвяӓжӹ // Кырык сирӹштӹ, Йыл тӹрӹштӹ. — Йошкар-Ола, 1967. — С. 75—94.
- Опак Микита: поэма. — Йошкар-Ола, 1979. — 112 с.
- Комиссар: изи годым: повесть. — Йошкар-Ола, 1991. — 28 с.
- Айырен нӓлмӹ произведенийвлӓ: 3 том доно лӓктеш [Собрание сочинений: в 3-х томах]. — Йошкар-Ола, 1992—1994.
- Опак Микита: поэма. — Йошкар-Ола, 1993. — 112 с.

### В переводе на другие языки
- В марийском лесу: повесть / пер. на рус. Н. Москвина // Дружба народов. — М., 1953. — № 5. — С. 6—45.
- Стихи и поэмы. — Йошкар-Ола, 1954. — 144 с.
- Сам виноват: рассказ // Дружба народов. — М., 1955. — № 2. — С. 103—108.
- Зелёное золото: повесть / пер. на рус. Н. Москвина. — Йошкар-Ола, 1958. — 68 с.
- Иван Антонович; Снайпер: рассказы // Родник. — М., 1961. — С. 116—126.
- Портфель / пер. на рус. В. Муравьева // Рассказы марийских писателей. — М., 1961. — С. 113—117.
- Кто виноват; Раненый цветок: рассказы / пер. на венгер. К. Силаши // Форраш. — Будапешт, 1963. — С. 165—179.
- Бор метелью запушило: стихи / пер. на рус. В. Цыбина // Песня, ставшая книгой. — М., 1967. — С. 430.
- Алам-Нер...: стихи / пер. на рус. С. Поделкова // Соловьиный родник. — Йошкар-Ола, 1970. — С. 99—106.
- Комиссар: рассказы о детстве / пер. на рус. А. Спиридонова. — Йошкар-Ола, 1991. — 28 с.

### Театральные постановки
Список театральных постановок по драмам Н. Ильякова:
- Чодыраште [В лесу: драма] / Авт. Н. Ильяков, Г. Матюковский. Марийский Театр. 1954.
- Иосиф Макаров: драма. Мар. Театр. 1957.

## Награды
- Орден Славы III степени (16.05.1945)[3]
- Медаль «За боевые заслуги» (17.09.1944)[3]
- Медаль «За отвагу» (17.05.1945)[3]
- Почётная грамота Президиума Верховного Совета Марийской АССР (1951, 1958)[2]